# Tift megye
Tift megye az Amerikai Egyesült Államokban, azon belül Georgia államban található. Megyeszékhelye és legnagyobb városa Tifton. Lakosainak száma 41 344 fő (2020. április 1.). Tift megye Turner, Colquitt, Cook, Worth, Irwin és Berrien megyékkel határos.

## Népesség
A megye népességének változása:
| Lakosok száma | 40 256 | 41 383 | 41 010 | 40 286 | 40 764 | 40 571 | 41 344 |
|               | 2010   | 2011   | 2012   | 2013   | 2015   | 2018   | 2020   |